# ديباجة ميثاق الأمم المتحدة
ديباجة ميثاق الأمم المتحدة هي مقدمة ميثاق الأمم المتحدة لعام 1945.

## تاريخ
كتب الجنوب إفريقي جان سموتس السطور الافتتاحية للديباجة على النحو التالي: «"إن الأطراف السامية المتعاقدة مصممة على الحيلولة دون عودة ظهور النزاعات بين الأشقاء التي تسببت مرتين في جيلنا في معاناة وخسائر لا توصف للبشرية ... "».
كانت السطور الأولى من الديباجة مشابهة للخطوط الافتتاحية لميثاق عصبة الأمم. لكن بعد مناقشة مستفيضة في مؤتمر الأمم المتحدة الذي عقد في سان فرانسيسكو حول التنظيم الدولي، نجحت الأمريكية فيرجينيا غيلدرسليف في تغيير الديباجة واختصارها، مع إدراج الكثير من نص مقدمة جان سموتس في النهاية.
العبارة الافتتاحية «"نحن شعوب الأمم المتحدة .."» المذكورة في دستور الولايات المتحدة، كانت من اقتراح عضو الكونغرس ومندوب المؤتمر سول بلوم. أصبحت العبارة التمهيدية «"في قدر أكبر من الحرية"» عنوانًا لاقتراح الأمين العام السابع كوفي عنان لإصلاح الأمم المتحدة.

## نص الديباجة
تنص الديباجة على ما يلي:
نحن شعوب الأمم المتحدة وقد آلينا على أنفسنا
- أن ننقذ الأجيال المقبلة من ويلات الحرب التي في خلال جيل واحد جلبت على الإنسانية مرتين أحزاناً يعجز عنها الوصف،
- وأن نؤكد من جديد إيماننا بالحقوق الأساسية للإنسان وبكرامة الفرد وقدره وبما للرجال والنساء والأمم كبيرها وصغيرها من حقوق متساوية،
- وأن نبيّن الأحوال التي يمكن في ظلها تحقيق العدالة واحترام الالتزامات الناشئة عن المعاهدات وغيرها من مصادر القانون الدولي،
- وأن ندفع بالرقي الاجتماعي قدماً، وأن نرفع مستوى الحياة في جو من الحرية أفسح.

وفي سبيل هذه الغايات اعتزمنا
- أن نأخذ أنفسنا بالتسامح، وأن نعيش معاً في سلام وحسن جوار،
- وأن نضم قوانا كي نحتفظ بالسلم والأمن الدولي،
- وأن نكفل بقبولنا مبادئ معيّنة ورسم الخطط اللازمة لها ألاّ تستخدم القوة المسلحة في غير المصلحة المشتركة،
- وأن نستخدم الأداة الدولية في ترقية الشؤون الاقتصادية والاجتماعية للشعوب جميعها،

قد قرّرنا أن نوحّد جهودنا لتحقيق هذه الأغراض